# ザ・クラフト: レガシー
『ザ・クラフト: レガシー』（原題:The Craft: Legacy）は2020年に配信されたアメリカ合衆国のホラー映画である。監督はゾーイ・リスター＝ジョーンズ、主演はケイリー・スピーニーが務めた。本作は1996年に公開された映画『ザ・クラフト』の続編兼リブートである。

## 概略
母親（ヘレン）の再婚に伴い、リリー・シェクナーは再婚相手（アダム）の家に引っ越すことになった。転校先の学校に初めて登校したリリーだったが、クラスメートの一人、ティミーから生理を茶化されて不快な気分になった。その直後、ティミーは謎の力でロッカーに叩きつけられた。実は、リリーには潜在的な魔力が備わっていたのである。そんなリリーに目を付けたのが黒魔術に傾倒するフランキー、タビー、ルーデスの3人であった。リリーの協力もあって、3人は次々と魔術の実験を成功させていった。
リリーの学校生活はこのまま万事順調にいくかと思えたが、ある事件を境に一気に暗雲が立ちこめることになった。実は、リリーの魔力に目を付けていた人間が他にいたのである。

## キャスト
※括弧内は日本語吹替。
- リリー・シェクナー：ケイリー・スピーニー（田中有紀）
- フランキー:ギデオン・アドロン（大平あひる）
- タビー：ラヴィー・シモーン（神戸光歩）
- ルーデス：ゾーイ・ルナ（佐藤里緒）
- ティミー・アンドリュース：ニコラス・ガリツィン
- ヘレン・シェクナー：ミシェル・モナハン
- アダム・ハリソン：デヴィッド・ドゥカヴニー（三上哲）
- エイブ・ハリソン：ジュリアン・グレイ
- ジェイコブ・ハリソン：チャールズ・ファンデルファールト
- アイザイア・ハリソン：ドナルド・マクリーン・Jr
- ナンシー・ダウンズ:フェアルザ・バルク（高山みなみ）

## 製作
2006年、『ザ・クラフト』の続編の企画が立ち上がったが、結局製作に漕ぎ着けることはできなかった。2016年5月13日、『ザ・クラフト』の続編が作られることになり、リー・ジャニアクが監督に起用されたと報じられた。2019年3月26日、ブラムハウス・プロダクションズが本作の製作に携わることになり、新たにゾーイ・リスター＝ジョーンズが監督に起用されるとの発表があった。

### キャスティング・音楽
2019年6月21日、ケイリー・スピーニーの起用が発表された。9月19日、ギデオン・アドロン、ラヴィー・シモーン、ゾーイ・ルナが本作に出演することになったとの報道があった。10月、ニコラス・ガリツィン、デヴィッド・ドゥカヴニー、ジュリアン・グレイの出演が決まった。11月、ドナルド・マクリーン・Jrがキャスト入りした。
2020年10月28日、マディソン・ゲート・レコーズが本作のサウンドトラックを発売した。

## 評価
本作に対する批評家の評価は平凡なものに留まっている。映画批評集積サイトのRotten Tomatoesには108件のレビューがあり、批評家支持率は49%、平均点は10点満点で5.5点となっている。サイト側による批評家の見解の要約は「ゾーイ・リスター＝ジョーンズ監督は現代に生きる変人たちのために舞台を作り上げたが、『ザ・クラフト: レガシー』を魅力的な作品と思うのは原作のファンだけかもしれない。」となっている。また、Metacriticには24件のレビューがあり、加重平均値は54/100となっている。